# Illice flava
Illice flava là một loài bướm đêm thuộc phân họ Arctiinae, họ Erebidae.